# Aksis
Aksis (Axis) – rodzaj ssaków z podrodziny jeleni (Cervinae) w obrębie rodziny jeleniowatych (Cervidae).

## Rozmieszczenie geograficzne
Rodzaj obejmuje gatunki występujące w południowej i południowo-wschodniej Azji.

## Morfologia
Długość ciała 130–155 cm, długość ogona 17–30 cm, wysokość w kłębie 55–95 cm; długość poroża u samców 20–110 cm; masa ciała 35–110 kg.

## Systematyka
Rodzaj zdefiniował w 1827 roku angielski przyrodnik Charles Hamilton Smith w rozdziale zatytułowanym Zestawienie gatunków z klasy ssaków w publikacji pod redakcją Edwarda Griffitha o tytule Królestwo zwierząt: uporządkowane zgodnie z jego organizacją. Gatunkiem typowym jest (absolutna tautonimia) aksis czytal (A. axis).

### Etymologia
- Axis: epitet gatunkowy Cervus axis Erxleben, 1777; łac. axis ‘nieznany ssak’ z Indii wspomniany przez Pliniusza Starszego[9].
- Hyelaphus: gr. ὑς hus, ὑος huos ‘świnia, wieprz’; ελαφος elaphos ‘jeleń’[10]. Gatunek typowy (oznaczenie monotypowe): Cervus porcinus E.A.W. von Zimmrmann, 1780.
- Cervavus: rodzaj Cervus Linnaeus, 1758 (jeleń); łac. avus ‘dziadek’[11]. Gatunek typowy: Schlosser wymienił trzy gatunki – †Palaeomeryx oweni Koken, 1885, †Cervavus rütimeyeri Schlosser, 1903 i †Cervavus speciosus Schlosser, 1903 – z których gatunkiem typowym jest †Palaeomeryx oweni Koken, 1885.

### Podział systematyczny
Axis pojawił się na terenie obecnej Chińskiej Republiki Ludowej pod koniec miocenu. Monofiletyczność Axis była wielokrotnie kwestionowana, ale najnowsze analizy filogenetyczne ją potwierdzają. Do rodzaju należą następujące występujące współcześnie gatunki:
| Podrodzaj | Grafika | Gatunek            | Autor i rok opisu             | Nazwa zwyczajowa  | Podgatunki         | Rozmieszczenie geograficzne | Podstawowe wymiary                            | Status IUCN |
| --------- | ------- | ------------------ | ----------------------------- | ----------------- | ------------------ | --- | --------------------------------------------- | ----------- |
| Axis      |         | Axis axis          | (Erxleben, 1777)              | aksis czytal      | gatunek monotypowy | Indie, południowy Nepal, południowy Bhutan, Bangladesz i Sri Lanka; introdukowany na Andamany, do Nowej Gwinei, Australii, wschodniej Europy, Armenii, Stanów Zjednoczonych, Brazylii, Urugwaju i Argentyny; zakres wysokości: 0–1100 m n.p.m. | DC: 140–155 cm DO: 25–30 cm MC: 45–110 kg     | LC          |
| Hyelaphus |         | Axis porcinus      | (A.E.W. von Zimmermann, 1780) | aksis bengalski   | 2 podgatunki       | Pakistan, północne Indie, Nepal, Bhutan, Bangladesz, Mjanma, środkowa Chińska Republika Ludowa (Junnan) oraz reintrodukowany w Tajlandii; introdukowany do Sri Lanki, Australii i Południowej Afryki                                           | DC: 130–150 cm DO: 17–21 cm MC: 30–95 kg      | EN          |
| Hyelaphus |         | Axis kuhlii        | (Temminck, 1836)              | aksis baweański   | gatunek monotypowy | endemit Indonezji: wyspa Bawean | DC: 130–140 cm DO: 17–20 cm MC: 40–60 kg      | CR          |
| Hyelaphus |         | Axis calamianensis | (Heude, 1888)                 | aksis kalamiański | gatunek monotypowy | endemit Filipin: Calamian (Busuanga, Calauit, Culian, Marily i Dimaquiat) | DC: około 130 cm DO: około 20 cm MC: 35–50 kg | EN          |

Kategorie IUCN:  LC  – gatunek najmniejszej troski,  EN  – gatunek zagrożony,  CR  – gatunek krytycznie zagrożony.
Opisano również gatunki wymarłe występujące w Azji:
- Axis flerovi Vislobokova, 1988[14] (plejstocen)
- Axis lydekkeri (Martin, 1888)[15] (plejstocen).
- Axis kyushuensis Grubb, 2000[16] (wczesny plejstocen).
- Axis oweni (Koken, 1885)[17]
- Axis rugosus Chow, 1954[18]
- Axis speciosus (Schlosser, 1903)[19]
- Axis sunda Kretzoi, 1947[20]
- Axis yunnanensis Lin Yipu & Zhang Xingshui, 1978[21] (Azja, plejstocen).